# 1978 UW4
1978 UW4 är en asteroid i huvudbältet som upptäcktes den 27 oktober 1978 av den amerikanska astronomen C. Michelle Olmstead vid Palomarobservatoriet.
Den tillhör asteroidgruppen Vesta.